# Baltasound
Baltasound est une ville écossaise située aux Shetland sur l'île d'Unst, dont elle est la plus grande ville.